# Single

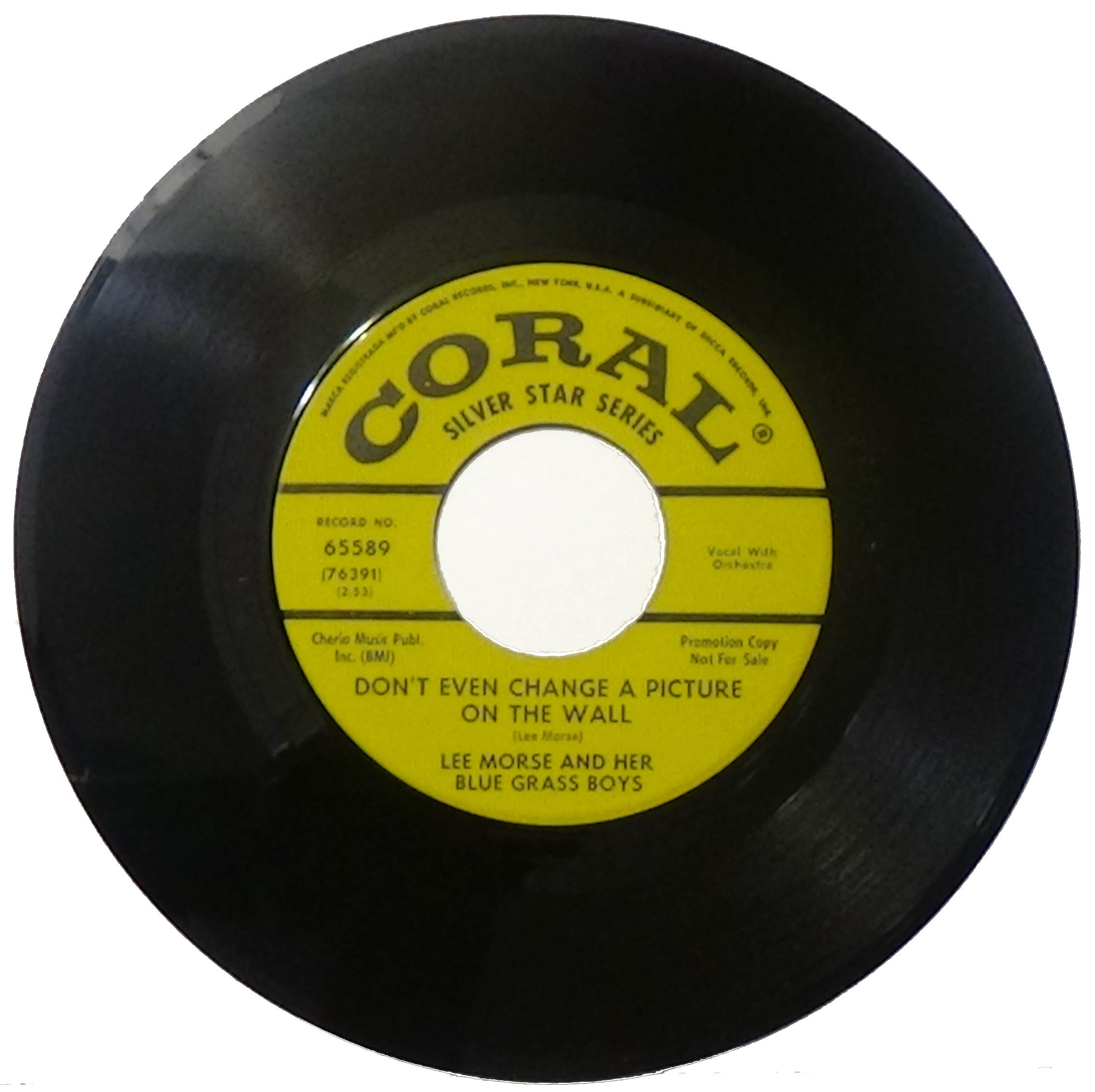
Formatul tipic de disc single: 7" (țoli), 45 rpm (rotații pe minut).

Single (en. „singur”, [ pron. singăl ]) este un termen din industria discografică ce definește un cântec (în înțelesul unei compoziții de muzică de consum) într-un context izolat de albumul discografic de care aparține (un single poate să-și facă apariția după sau chiar înainte de lansarea albumului). Pentru accentuarea relaționării cu albumul, se poate folosi locuțiunea extras pe single (de exemplu, „al treilea [cântec] extras pe single de pe acest album”). Adaptarea unui cântec pentru condiția de single presupune, înainte de toate, o limitare temporală de aproximativ trei minute (vezi un alt caz similar – versiune de radio).
În mod tradițional, conceptul de single face referire atât la înregistrare, cât și la suportul cu același nume (o varietate de disc de vinil, numită disc single). Totuși, aceste condiții nu mai sunt de actualitate de la extinderea comerțului electronic în materie de muzică. Începând cu anii 1980, promovarea de cântece în formatul single a început să fie acompaniată de videoclipuri.
În limba română, declinarea substantivului „single” se face prin locuțiunea „disc single” (operație favorizată de sinonimia aproape totală ce rezultă din cele explicate mai sus), astfel: discului single, discuri single, discurilor single ș.a.m.d.

## Discul single
Condițiile de existență a discului single erau satisfăcute încă din ultimul deceniu al secolului al XIX-lea. Din cauza posibilităților tehnice limitate, pentru multă vreme s-au folosit discuri cu diametrul de 10" (țoli, 25,4 cm) a căror redare se făcea la turația de 78 rpm (rotații pe minut). În 1949, RCA a introdus un model mai performant, care avea să devină emblema formatului single: diametrul noului disc era de 7" (17,78 cm), iar turația era de 45 rpm. Astfel de discuri au fost create în anii 1950 și 1960, înregistrările fiind monofonice; inventarea stereofoniei în anii 1960 a dus la apariția de discuri single stereofonice începând cu anii 1970.
Discul single are două fețe, pe fiecare fiind imprimată o altă piesă. Cele două fețe se numesc A și B (sau fața întâi și fața a doua); piesa promovată prioritar apare pe fața A, în vreme ce piesa de pe fața B are un rol însoțitor. O aceeași piesă apărută pe fața A poate apărea împreună cu diferite piese pe fața B. Numele unui disc single se exprimă prin numirea piesei de pe fața A, urmată de cea de pe fața B. Atunci când fața B interesează mai puțin sau numele complet este prea lung, se poate renunța la numele piesei de pe fața B.
O situația specială a fost cea a discurilor single în unele țări din Blocul sovietic (inclusiv în România). Naționalizarea caselor de discuri și cenzura politică au limitat drastic numărul de discuri editate, astfel încât arareori apărea un același cântec pe două discuri diferite (indiferent de formatul folosit – single, extended play sau album). În aceste condiții, discurile single își pierdeau menirea originară (de promovare comercială a unui album) și deveneau materiale discografice cu un conținut unic, individual.